# درانغ ناخ أوستين

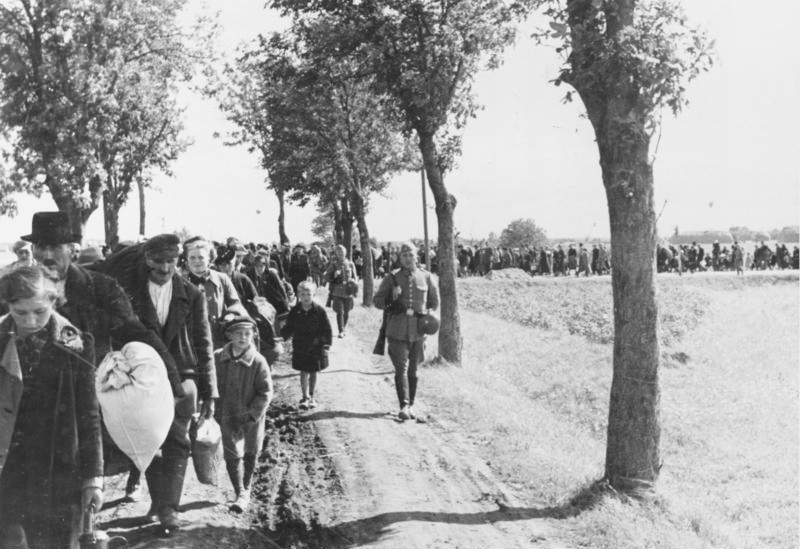
طرد البولنديين بعد الغزو الألماني لبولندا عام 1939. تمت عمليات ترحيل البولنديين لإفساح المجال أمام المستعمرين الألمان كجزء من خطة لجنسنة غرب بولندا.

درانغ ناخ أوستين Drang nach Osten (تُلفظ بالألمانية: [ˈdʁaŋ nax ˈʔɔstn̩]، «الزحف نحو الشرق»،  «الدفع باتجاه الشرق»،  «التوجه نحو الشرق»  أو «الرغبة في الذهاب إلى الشرق» ) هو مصطلح تم صياغته في القرن التاسع عشر من أجل تحديد التوسع الألماني في الأراضي السلافية. أصبح المصطلح شعارًا للحركة القومية الألمانية في أواخر القرن التاسع عشر. في بعض الخطابات التاريخية، Drang nach Osten يجمع بين الاستيطان الألماني التاريخي في وسط وشرق أوروبا، والبعثات العسكرية في القرون الوسطى (القرن الثاني عشر - القرن الثالث عشر)  مثل حملات الفرسان التوتونيين (انظر الحروب الصليبية الشمالية)، وسياسات الألمنة وحرب الدول الألمانية الحديثة مثل تلك التي عكست المفهوم النازي ليبنسراوم.
في بولندا كان يستخدم مصطلح الزحف نحو الشرق في وصف برامج ألمنة بولندا،  بينما في ألمانيا كان الشعار جزءًا من استحسان قومي أوسع للتسوية الألمانية في العصور الوسطى في الشرق وفكرة «تفوق الثقافة الألمانية». شعار Drang nach Westen («الزحف نحو الغرب»)، مشتق من Drang nach Osten، كان يستخدم لتصوير حملة بولندية مزعومة غربا.
كان مفهوم Drang nach Osten عنصرا أساسيا في القومية الألمانية وعنصر رئيسي في الأيديولوجية النازية. كما قال أدولف هتلر في 7 فبراير 1945، «إنه شرقًا، فقط ودائمًا شرقًا، يجب أن تتوسع عروق جنسنا. هذا هو الاتجاه الذي أصدرته الطبيعة نفسها لتوسيع الشعوب الألمانية.» 

## أصل المصطلح
أول استخدام معروف ل Drang nach Osten كان من قبل الصحافي البولندي جوليان Klaczko في عام 1849، ومع ذلك فمن الجدل ما إذا كان اخترع المصطلح أو استخدمه في شكل استشهاد. نظرًا لاستخدام المصطلح بشكل حصري تقريبًا في شكله الألماني باللغات الإنجليزية والبولندية والروسية والتشيكية ولغات أخرى، فقد استنتج أن المصطلح من أصل ألماني.

## خلفية

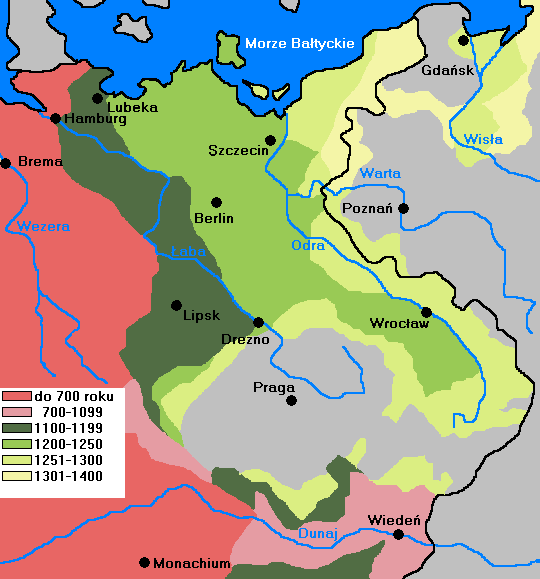
مراحل التوسع نحو الشرق الألماني، 700-1400
----
Before 700

أدى النمو السكاني خلال العصور الوسطى العليا إلى تحفيز حركة الشعوب من أقاليم الإمبراطورية الرومانية المقدسة من رينيه والفلمنكية والساكسونية شرقًا إلى منطقة البلطيق ذات الكثافة السكانية المنخفضة وبولندا. هذه الحركات كانت مدعومة من قبل النبلاء الألمان والملوك السلافيين والدوقات والكنيسة التي تعود إلى القرون الوسطى. وقعت غالبية هذه المستوطنة على حساب السلافيين البولابيين والبلات الوثنية (انظر الحروب الصليبية الشمالية).
كان لدولة بروسيا المستقبلية، التي سميت باسم بروسيا القديمة، جذورها إلى حد كبير في هذه الحركات. مع اقتراب العصور الوسطى من نهايتها، كان الفرسان التوتونيون، الذين دعاهم كونراد من ماسوفيا إلى شمال بولندا، قد قاموا باستيعاب وتحويل الكثير من أراضي بحر البلطيق الجنوبية قسراً.
بعد تقسيم بولندا لمملكة بروسيا والنمسا والإمبراطورية الروسية في أواخر القرن الثامن عشر، اكتسبت بروسيا جزءًا كبيرًا من غرب بولندا. قام البروسيون، ثم الألمان لاحقًا، باتباع سياسة الجرمنة في الأراضي البولندية. احتلت روسيا والسويد في نهاية المطاف الأراضي التي استولت عليها فرسان تيوتون في استونيا وليفونيا.

## Drang nach Osten في الخطاب الألماني
أصبح هذا المصطلح محور برنامج الحركة القومية الألمانية في عام 1891، مع تأسيس Alldeutschen Verbandes. استخدمت ألمانيا النازية الشعار في وصف التشيك بأنها "حصن سلاف ضد Drang nach Osten "في السوديت 1938 السوديت .
على الرغم من Drang nach Osten السياسات، حدثت حركة سكانية في الاتجاه المعاكس أيضًا، حيث انجذبت المناطق الصناعية المزدهرة في ألمانيا الغربية إلى سكان المناطق الريفية الأقل نمواً في الشرق. أصبحت هذه الظاهرة معروفة بالمصطلح الألماني Ostflucht، حرفيا الرحلة من الشرق.

### الزحف نحو الغرب
الزحف نحو الغرب الجديد دعا من قبل القوميين الألمان لمعارضة البولندية Drang nach Westen («التوجه نحو الغرب»). انتهت الحرب العالمية الأولى بمعاهدة فرساي، التي مُنحت بموجبه معظم أو أجزاء من مقاطعات بوزين الألمانية الغربية وبروسيا العليا وسيلسيا إلى بولندا التي أعيد تشكيلها؛ أصبحت مدينة دانزيغ الغربية البروسية مدينة دانزيغ الحرة.

## طرد الألمان من الشرق بعد الحرب العالمية الثانية
معظم النتائج الديموغرافية والثقافية للالتوسع الألماني الشرقي تم إنهائها بعد الحرب العالمية الثانية. تم في ما بعد تبرير طرد الألمان بعد الحرب العالمية الثانية شرق [[خط أودر-نايسه|Oder-Neisse]] في 1945-1948 بناءً على قرارات مؤتمر بوتسدام من قبل المستفيدين على أنهم تراجع عن Drang nach Osten. «ألمانيا الشرقية التاريخية»، والتي كانت تاريخيا أرض شعب البلطيق تسمى بروسيا القديمة الذين تم استعمارهم واستيعابهم من قبل الألماني Drang Nach Osten، تم تقسيمها بين بولندا وروسيا وليتوانيا (إحدى دول البلطيق) وتم إعادة توطينها مع المستوطنين من العرقيات المعنية. Oder-Neisse تم قبول الخط ليكون الحدود الألمانية الشرقية من قبل جميع الدول الألمانية بعد الحرب (ألمانيا الشرقية والغربية، وكذلك ألمانيا الموحدة) ، عن جميع الخطط إلى (إعادة) التوسع في أو (إعادة) تسوية المناطق خارج هذا الخط. تم غزو الفرسان القدامى من قبل الفرسان التوتونيين في القرن الثالث عشر، وتم استيعابهم تدريجيًا على مدار القرون التالية؛ انقرضت اللغة البروسية القديمة في القرن السابع عشر أو أوائل القرن الثامن عشر. هنري كورد ماير، في كتابه " Drang nach Osten : ثروات مفهوم الشعار في العلاقات السلافية الألمانية، 1849-1990 "تدعي أن الشعار Drang nach Osten  نشأت في العالم السلافي، وكان يستخدم أيضًا على نطاق واسع أكثر من ألمانيا.

### في النسق
1. 1 2 3  Ulrich Best, Transgression as a Rule: German–Polish cross-border cooperation, border discourse and EU-enlargement, 2008, p. 58, (ردمك 3-8258-0654-5), (ردمك 978-3-8258-0654-5)
2. ↑  Jerzy Jan Lerski, Piotr Wróbel, Richard J. Kozicki, Historical Dictionary of Poland, 966–1945, 1996, p. 118, (ردمك 0-313-26007-9), (ردمك 978-0-313-26007-0)
3. 1 2  Edmund Jan Osmańczyk, Anthony Mango, Encyclopedia of the United Nations and International Agreements, 2003, p. 579, (ردمك 0-415-93921-6), (ردمك 978-0-415-93921-8)
4. ↑  Marcin Zaborowski, Germany, Poland and Europe, p. 32
5. ↑  W. Wippermann, Der "deutsche Drang nach Osten": Ideologie und Wirklichkeit eines politischen Schlagwortes, Wissenschaftliche Buchgesellschaft, 1981, p. 87
6. ↑  Drang nach Osten on موسوعة بريتانيكا نسخة محفوظة 15 سبتمبر 2019 على موقع واي باك مشين.
7. ↑  Ingo Haar, Historiker im Nationalsozialismus, p. 17
8. 1 2  Bascom Barry Hayes, Bismarck and Mitteleuropa, 1994, p.17, (ردمك 0838635121), 9780838635124
9. ↑  Hitler, a chronology of his life and time. Milan Hauner, Macmillan, 1983, p. 197
10. ↑  Andreas Lawaty, Hubert Orłowski, Deutsche und Polen: Geschichte, Kultur, Politik, 2003, p. 34, (ردمك 3-406-49436-6), (ردمك 978-3-406-49436-9)
11. ↑  Wippermann, 1981, p. 87
12. ↑  Paul Reuber, Anke Strüver, Günter Wolkersdorfer, Politische Geographien Europas - Annäherungen an ein umstrittenes Konstrukt: Annäherungen an ein umstrittenes Konstrukt, 2005, (ردمك 3-8258-6523-1), (ردمك 978-3-8258-6523-8)
13. ↑  خط أودر-نايسه
14. ↑  Hnet Review of نسخة محفوظة 27 June 2007 على موقع واي باك مشين. Henry Cord Meyer. Drang nach Osten: Fortunes of a Slogan-Concept in German–Slavic Relations, 1849–1990. Bern: Peter Lang, 1996. 142 pp. Notes and index. $29.95 (paper), (ردمك 978-3-906755-93-9). Reviewed by Douglas Selvage, Yale University.